# 대한민국 민법 제389조
대한민국 민법 제389조는 강제이행에 대한 민법 채권법 조문이다.

## 조문
제389조(강제이행) ① 채무자가 임의로 채무를 이행하지 아니한 때에는 채권자는 그 강제이행을 법원에 청구할 수 있다. 그러나 채무의 성질이 강제이행을 하지 못할 것인 때에는 그러하지 아니하다.
②전항의 채무가 법률행위를 목적으로 한 때에는 채무자의 의사표시에 갈음할 재판을 청구할 수 있고 채무자의 일신에 전속하지 아니한 작위를 목적으로 한 때에는 채무자의 비용으로 제삼자에게 이를 하게 할 것을 법원에 청구할 수 있다.
③그 채무가 부작위를 목적으로 한 경우에 채무자가 이에 위반한 때에는 채무자의 비용으로써 그 위반한 것을 제각하고 장래에 대한 적당한 처분을 법원에 청구할 수 있다.
④전3항의 규정은 손해배상의 청구에 영향을 미치지 아니한다.

Article 389 (Enforcement of Performance) (1)　If an obligor voluntarily fails to perform any obligation, the obligee may request the enforcement of specific performance from the court; provided, however, that, this shall not apply to the cases where the nature of the obligation does not permit such enforcement.
(2)　In cases the nature of the obligation does not permit the enforcement of the specific performance, if it is an obligation for an act, the obligee may request the court to cause a third party to perform such act at the expense of the obligor; provided, however, that with respect to any obligation for any juristic act, the manifestation of intention of the obligor may be achieved by a judgment.
(3)　With respect to any obligation for an inaction, a request may be made to the court at the expense of the obligor seeking the removal of the outcome of the action performed by the obligor, or an appropriate ruling against any future action.
(4)　The provisions of the preceding three paragraphs shall not preclude demanding damages.

## 비교 조문
일본민법 제414조(이행의 강제) 1. 채무자가 임의로 채무의 이행을 아니할 때에는 채권자는 그 강제이행을 재판소에 청구할 수 있다. 다만, 채무의 성질이 이를 허용하지 아니하는 때에는 그러하지 아니하다.
2. 채무의 성질이 강제이행을 허용하지 아니하는 경우에 있어서 그 채무가 작위를 목적으로 할 때에는 채권자는 채무자의 비용으로 제3자에게 이를 하게 할 것을 재판소에 청구할 수 있다. 다만, 법률행위를 목적으로 하는 채무에 관하여는 재판으로써 채무자의 의사표시를 대신할 수 있다.
3. 부작위를 목적으로 하는 채무에 관하여는 채무자의 비용으로 채무자가 한 행위의 결과를 제거하거나, 또는 장래를 위하여 적당한 처분을 할 것을 재판소에 청구할 수 있다.

## 해설
민법 제389조 제2항은 “손해배상의 예정"을 규정한다.

## 사례
근로자의 근로 제공의무는 성질상 '하는 채무'로서 직접강제가 불가능하므로(민법 제389조 제1항) 회사로서는 근로자의 출근을 강제하기는 어려우나, 무단결근 및 업무미인계에 따른 손해배상청구는 할 수 있다.

## 판례
유언집행자가 자필 유언증서상 유언자의 자서와 날인의 진정성을 다투는 상속인들에 대하여 ‘유언 내용에 따른 등기신청에 이의가 없다’는 진술을 구하는 소는, 등기관이 자필 유언증서상 유언자의 자서 및 날인의 진정성에 관하여 심사하는 데 필요한 증명자료를 소로써 구하는 것에 불과하고, 민법 제389조 제2항에서 규정하는 ‘채무가 법률행위를 목적으로 한 때에 채무자의 의사표시에 갈음할 재판을 청구하는 경우’에 해당한다고 볼 수 없다. 따라서 위와 같은 소는 권리보호의 이익이 없어 부적법하다. 또한, 유언집행자가 제기한 위와 같은 소를 유증을 원인으로 하는 소유권이전등기에 대하여 상속인들의 승낙을 구하는 것으로 본다 하더라도, 포괄유증의 성립이나 효력발생에 상속인들의 승낙은 불필요하고, 부동산등기법 관련 법령에서 유증을 원인으로 하는 소유권이전등기에 대하여 상속인들의 승낙이 필요하다는 규정을 두고 있지도 아니하므로, 이는 부동산등기법 관련 법령에 따라 유증을 원인으로 하는 소유권이전등기를 마치는 데 있어 필요하지 아니한 제3자의 승낙을 소구하는 것에 불과하여 권리보호의 이익이 없어서 역시 부적법하다.

## 참고 문헌
- 오현수, 일본민법, 진원사, 2014. ISBN 978-89-6346-345-2
- 오세경, 대법전, 법전출판사, 2014 ISBN 978-89-262-1027-7
- 이준현, LOGOS 민법 조문판례집, 미래가치, 2015. ISBN 979-1-155-02086-9

## 같이 보기
- 손해배상예정